# 曹承衍
曹承衍（1996年8月5日—），現時藝名為WOODZ（우즈），曾用藝名為Luizy（루이지），韓國創作歌手、音樂製作人。2014年，以UNIQ主RAP及副唱出道。2016年，以「Luizy」名義作為Solo、Rapper出道。2018年，改以「WOODZ」名義作為Solo、R&B歌手活動。2019年，以X1主唱及主RAP活動。2020年繼續以創作歌手、音樂製作人身份活動中。此外，組成創作團體M.O.L.A、Drinkcolor及其個人製作團隊TEAM HOW，並參與多個音樂合作企劃。

## 個人資料

### 使用藝名
Luizy（승연）
Evan是原來英文名字，其後改為Luizinho。
2016年，Solo出道、Rapper的藝名「Luizy」，也是來自其巴西留學生活時使用的名字「Luizinho」的暱稱叫法。
2017年，曾短暫使用「FLOO」名義發表Cover，來自「FLU」，像患感冒般著迷中毒的意思。
WOODZ（조승연，우즈）
由於創作風格、音樂取向的轉變，2018年，改以「WOODZ」作為創作歌手、音樂製作人使用的藝名，來自「WOODS」，緣由是「喜歡大自然，其中最喜歡樹木，樹木和人相似之處很多」。其價值觀和含義是「大樹根部特别厚實，樹枝則特别多而輕巧（Weighty roots with light branches)」，「希望自己内心更堅定穩重，想法更輕盈靈活，還有森林中樹木多種多樣，希望能夠成為展示多樣才華的歌手」，期許自己「能像大樹一般活著」，「能夠隨着時間流逝，一直穩重前行成長，越來越堅固和珍貴」。
2018年，於幕後配唱和音時，曾短暫以「Go'mach」署名，其後改回WOODZ。
WOODZ與曹承衍
「兩個都是我。如果說WOODZ是在背後安靜創作的人，那麼曹承衍就是在舞台享受華麗表演的朋友。雖然完全相反，但他們都屬於我。曾經也苦惱過，真正喜歡的是什麼，但現在決定接受，並享受這種多樣性。」
2020年，發行首張迷你專輯《EQUAL》，亦是以「WOODZ=曹承衍，兩個都是我」為主題概念。

### 標誌及歌迷會
個人標誌
2018年5月3日，公布「WOODZ」官方字樣。2018年10月27日，公布新官方設計。2020年6月8日，公布新個人官方標誌，是一棵常綠樹及其倒影的概念形象，象徵藝名「WOODZ」的原由、含義和期許，同時也亦包含藝名首字母「W」、歌迷會名首字母「M」。
2025年5月5日, 公布新「WOODZ」官方標誌、獨特新字體字標, 全由名設計師NUMBER 3 | Paul Nicholson設計。
歌迷會名稱及標誌
2020年5月5日，於個人直播討論、公布官方歌迷會名稱為「MOODZ（무즈）」，暱稱作「뭊（MUJ）」。來自把「WOODZ」首字母「W」倒轉變成「M」形態，含義是喜愛WOODZ心中浪漫的MOOD（무드），並一起感受當中感性的MUSE（뮤즈）。除了名字「W」和「M」是鏡射倒影形態，紀念日期「20200505」也是鏡射對稱形態，5月5日同時是韓國兒童節。官方標誌是本人設計，由太陽、月亮、星星圖案、WOODZ、MOODZ字樣所組成。
官方應援色及應援棒
2021年4月17日，公布官方應援棒設計，意為「讓WOODZ發光、為了MOODZ的應援棒」。2021年5月5日，公布官方應援色為象徵「海上夕陽、晚霞大海的顏色」的橘黃色和藍色（彩通1505C、彩通2736C）。2021年10月10日，公布官方應援棒名為「浪漫棒（낭만봉）」，因為設計元素包含大海、椰子樹、官方標誌、象徵在沙灘看著夕陽照耀大海的橘黃色和藍色等，與其浪漫、回憶有關。
2025年8月5日, 官方更新應援色為Bellwether Blue( 彩通19-3943 TCX) 、Dragon Fire( 彩通16-1460 TCX) 。

### 著作權登記
韓國音樂著作權協會
| 姓名   | 登記名字              | 編號                           | 登記著作      |
| 曹承衍 | 조승연(曹承衍)/ WOODZ | 10011979（页面存档备份，存于） | [ 28 ] [ 29 ] |

## 背景經歷

### 個人背景
1996年8月5日，出生於韩国首爾特別市江南區淸潭洞從小生活，曾在巴西的Santos及Penápolis、菲律賓的Ortigas等地留學生活。為家中獨子，其母曾於清潭洞開設中菜餐廳，其後於新沙洞經營旅行社，代理Hana Tour旅遊服務，其父曾開設烤肉餐廳，並於菲律賓開設韓國餐廳，其舅於Hana Tour任職副社長。
原為足球選手，在中學一至二年級時（約14至15歲，韓國年齡）於巴西足球學校留學兩年，並參加聖保羅哥林多人球會少年隊，當時背號為10號。
中學三年級時，在菲律賓Reedley國際學校留學一年，所以精通韓語、英語、華語、葡萄牙語。
回韓國後，於江南區三成洞居住。由於國外回來等原因，高中時延期入學一年，就讀韓林演藝藝術高等學校實用舞蹈科。
2016年，原就讀東亞放送藝術大學放送演藝學系，K-POP表演專攻，其後轉讀全球網際大學放送演藝學系。

### 團體出道

#### 2014年-2015年
回到韓國後，高中時曾短暫於MBK娛樂練習，2013年時曾參與T-ara《田園日記》MV及舞台。大約18歲（韓國年齡）時，加入YG娛樂練習約一年半，試鏡時以Vocal面試，練習初期對Rap產生興趣，故改以Rap為練習方向，其後成為UNIQ出道組（YG TEAM C），並繼續YG娛樂練習至出道。UNIQ是樂華娛樂推出的五人男子團體，出道前與YG娛樂合作訓練，各成員出道前練習2至5年不等。
2014年10月16日，以UNIQ成員出道，是隊內主RAP及副唱擔當，於《M! Countdown》表演《Falling In Love》出道舞台。
10月20日，發行出道曲音源。
2015年8月21日，組成創作團體「M.O.L.A」, 現時成員包括曹承衍、Jimin Park、Kino、Vernon、作曲家NATHAN、結他手HOHO。

### 個人出道

#### 2016年
5月13日，參與《Show Me The Money 5》選秀節目。
7月26日，組成創作團隊「Drinkcolor」，現時成員包括曹承衍、EDEN、NATHAN、ODDTOM，並製作其個人單曲。
7月29日，以「Luizy（승연）」名義Solo出道，發表首支合作單曲《RECIPE》。
8月14日，發表首張個人單曲專輯《Baby Ride》，並親自參與兩張單曲封面的設計手稿。

#### 2017年
3月10日，發表合作曲《혼밥 (Eat Alone 獨飯)》、參與合作曲《꿈 (Dream 夢)》。
11月，參與「ICONIC SOUNDS 2017 SONG CAMP ARTISTS CAMP」。

#### 2018年
2月開始，改以「WOODZ（우즈）」名義發表創作。
5月3日，正式公告開始使用「WOODZ」，作為創作歌手、音樂製作人活動。
5月12日，發表個人單曲《POOL》。
7月21日，發表個人單曲《DIFFERENT》。
10月27日，發佈影片《HOW: how ordinary, we’re》，紀錄新曲製作過程，新曲由其個人製作團隊「TEAM HOW」企劃製作，現時成員包括製作人曹承衍本人、作曲家NATHAN、A&R經紀人Lee Il Kyu、造型師Kim Hyup、設計師Robbroy等等。
11月2日，發表個人單曲《아무의미（MEANINGLESS 毫無意義）》。
同年，參加「2018 FUJIPACIFIC MUSIC X ICONIC SOUNDS SEOUL SONG CAMP」，亦參與多首合作曲《춤 (Dance 舞)》、《파도 (Wave 波濤)》、《Drive》、《춤 (Dance 舞)》、《전화받아 (Pick up the phone 請接電話)》、《Bad》。

#### 2019年
5月3日，以樂華娛樂練習生身份，參加《PRODUCE X 101》選秀節目以第5名再次出道。
8月27日，以首張迷你專輯《飛翔：QUANTUM LEAP》，作為X1的主唱及主RAP活動。2020年1月6日，官方公告X1解散。

#### 2020年
1月20日，以「WOODZ（조승연）」、「曹WOODZ（조우즈）」名義設立社群帳號，繼續創作歌手、音樂製作人活動。
3月16日，為幫助因新型冠狀病毒肺炎而經歷艱難的大邱地區市民，曹承衍與其代言的某品牌攜手向大邱市捐贈價值1億韓元的手部消毒劑。
4月14日，公開為代言品牌Cledbel創作的廣告曲《착착（Chak Chak）》。
5月5日，公布官方歌迷會名稱為「MOODZ（무즈）」及標誌設計手稿。
5月27日，Naver簡介更新為「WOODZ (조승연, 우즈) 」。
6月2日，發佈《HOW: how ordinary, we’re #2》，紀錄首張個人專輯的製作過程，同樣由其製作團隊「TEAM HOW」企劃製作。
6月3日，發佈個人VLog《요WOODZM》。
6月8日，公布個人官方標誌。
6月29日，發行首張個人迷你專輯《EQUAL》，並親自擔任專輯主製作人等，參與專輯製作、曲詞創作、視覺設計等，主打歌為《파랗게（Love Me Harder 蔚藍的）》，並舉辨「WOODZ 1ST MINI ALBUM EQUAL SHOWCASE」。同日Hanteo Chart公布首日銷量為72,882張。
7月6日，公佈首週銷量為101,963張，於該榜歷代Solo歌手首週銷量紀錄，排名第15位。
9月27日，首次舉辦線上個人演唱會「2020 WOODZ: NOT JUST A CONCERT - W BOX」。
11月4日，參與合作曲《Bless You》。
11月17日，發行迷你二輯《WOOPS!》，並擔任專輯主製作人等，主打歌為《BUMP BUMP》，並舉辨「WOODZ 2ND MINI ALBUM WOOPS! SHOWCASE」。
12月23日，美國Billboard 公佈，《EQUAL》入選「2020年度最佳韓流專輯10大：樂評人評選」的第4位，《BUMP BUMP》入選「2020年度最佳韓流歌曲20首：樂評人評選」的第6位。在2021年1月2日，Hanteo Chart公佈2020年專輯銷量年榜，《EQUAL》以125,134張排名第52位，《WOOPS!》以88,791張排名第67位。亦在2021年1月8日，Gaon Chart公佈2020年專輯銷量年榜，《EQUAL》以143,791張排名第61位，《WOOPS!》以95,531張排名第91位。2020年男Solo歌手總銷量排名中，以總數249,596排名第7位。

#### 2021年
3月15日，發行首張單曲專輯《SET》，並擔任專輯主製作人等，主打歌為《FEEL LIKE》，並舉辨「WOODZ SINGLES ALBUM SET SHOWCASE」。
7月2日，發表《換乘戀愛》OST《해가 될까 (SUN OR SUCK)》。
7月8日，發表《月刊家》 OST Part.4《There For You》。
9月27日，發表《Welcome To My Baverse》企劃單曲《LULLABY》 。
10月5日，發行迷你三輯《ONLY LOVERS LEFT》，並擔任主製作人等，雙主打歌為《WAITING》、《Kiss Of Fire》，並舉辨「WOODZ 3RD MINI ALBUM ONLY LOVERS LEFT SHOWCASE」。
10月12日，於SBS MTV的《The Show》，以《WAITING》得到SOLO活動的首個一位。
11月16日，參與合作曲《MIA》。
12月11日至12日，首次舉辦線下個人演唱會「WOODZ LIVE 2021 INVISIBLE CITY」。
12月8日，時代雜誌公佈《FEEL LIKE》入選「2021年度最佳韓流歌曲10首」。
12月17日，美國Billboard 公佈《WAITING》入選「2021年度最佳韓流歌曲25首：樂評人評選」的第14位。
12月20日，Dazed Korea公佈，《FEEL LIKE》入選「2021年度最佳韓流歌曲」的第5位。

#### 2022年
5月4日，發行迷你四輯《COLORFUL TRAUMA》，他繼續擔任專輯主製作人，主打歌為《난 너 없이 (I hate you)》。
6月10日，為TVING原創系列劇《柔美的細胞小將第二季》演唱的OST《About You》發行。
9月3日，在泰國曼谷Impact會展中心Thunder Dome舉辦首次海外演唱會「WOODZ LIVE [COLORFUL TRAUMA] in BANGKOK」。
10月19日，與經紀公司樂華娛樂合約結束。於10月25日與EDAM娛樂簽訂專屬合約，成為旗下藝人。

#### 2023年
2月22日，發佈第五張個人迷你專輯的先行曲《ABYSS》是轉會經紀公司後和時隔9個月推出新曲。 
3月22日，官方宣佈「WOODZ [OO-LI] PROJECT」，正式進行新企劃回歸。
4月26日，發行第五張個人迷你專輯《OO-LI》主打歌為《JOURNEY》。
5月20日，在韓國首爾為首站舉辦「2023 WOODZ WORLD TOUR [OO-LI]」巡迴演唱會，之後分別全球8個地點進行巡迴演唱。
9月8日，公佈「2023 WOODZ World Tour 'OO-LI and'」巡迴演唱會，首爾場10月28日開始後分別在全球13個地點再次巡迴演唱。
12月18日，發表數碼單曲《AMNESIA》。
12月29日，美國Billboard公佈迷你專輯《OO-LI》成為「2023年最佳韓國K-Pop專輯」第3位。

#### 2024年
1月19日，將於首爾蠶室室內體育館舉行「WOODZ WORLD TOUR 'OO-LI' Finale」演唱會。
1月22日，進入忠清南道論山的陸軍訓練所接受基礎軍事訓練後，作為陸軍軍樂隊服役入伍。預計於2025年7月21日退伍。
10月4日, 《不朽的名曲2》建軍節特別節目, 在服役間穿上軍服出色地演唱歌曲《Drowning》給人留下深刻印象。隨後《Drowning》在Melon、Genie、Bugs、Apple Music等各大音樂排行榜上迅速攀升。根據Melon日線圖，10月1日進入第951位，隨後在舞台影片發布後的第二天5日迅速上升至第698位，10日昇至第100位，並於20日成功上榜，排名第87名。它在 Melon 的主排行榜,  TOP 100榜單達成最高排名第4位,日榜最高第5位。

#### 2025年
4月12日,歌曲《Drowning》分別Apple Music ; YouTube Music; genie韓國日榜首第1位; Melon日榜第2位。 5月6日,Melon第一次TOP 100榜第一位。
5月7日, 開設新官方INSTAGRAM「@woodz.co.kr 」附帶新官方商標,字形。5月11日,於SBS 的《人氣歌謠》以《DROWNING》得到一位,亦是在軍隊服役期間在音樂節目中排名第一達到逆轉熱潮的頂峰。
7月21日, 上午在首爾蘆原區陸軍士官學校完成兵役履行國防義務。同日,開通"BERRIZ" FANS 互動平台。7月29日, 推出新歌《Smashing Concrete》的視覺效果影片,激發了對他期待已久的音樂回歸。
8月21-27日, 首次開快閃店《OUT OF TIME ARTIFACTS（OOTART）》更和 Paul Nicholson 和 Alex Jono 合作推出限量版商品。

## 音樂創作
- M.O.L.A（2015年）
- Drinkcolor（2016年）
- TEAM HOW（2018年）

## 公演活動

### 演唱會及Showcase
| 日期                 | 活動名稱                                                 | 舉行地點                          | 入場人數  | 備註       |
| 2017年               |                                                          |                                   |           |            |
| 2017年8月5日         | Seungyoun's Birthday Party in Tokyo                      | 日本東京-Shibuya Daia             |           | 兩場       |
| 2020年               |                                                          |                                   |           |            |
| 2020年6月29日        | WOODZ(조승연)- 1ST MINI ALBUM [EQUAL] SHOWCASE           | 回歸公演(傳媒及VLive)             |           | 線上       |
| 2020年9月27日        | 2020 WOODZ : NOT JUST A CONCERT - W BOX                  | 首次個人演唱會                    |           | 線上       |
| 2020年11月17日       | WOODZ(조승연)- 2ND MINI ALBUM [WOOPS!] SHOWCASE          | 回歸公演(傳媒及VLive)             |           | 線上       |
| 2021年               |                                                          |                                   |           |            |
| 2021年3月15日        | WOODZ(조승연)- SINGLE ALBUM [SET] SHOWCASE               | 回歸公演(傳媒及VLive)             |           | 線上       |
| 2021年10月5日        | WOODZ(조승연)- 3RD MINI ALBUM [ONLY LOVERS LEFT]SHOWCASE | 回歸公演(傳媒及VLive)             |           | 線上       |
| 2021年12月11日－12日 | WOODZ LIVE 2021: INVISIBLE CITY                          | 韓國首爾-SK奧林匹克手球館         |           | 公演及線上 |
| 2022年               |                                                          |                                   |           |            |
| 2022年5月4日         | WOODZ(조승연)- 4th MINI ALBUM [COLORFUL TRAUMA] SHOWCASE | 回歸(傳媒及VLive)                 |           | 公演及線上 |
| 2022年9月3日         | WOODZ LIVE "COLORFUL TRAUMA" in BANGKOK                  | 曼谷-IMPACT 展覽中心              |           | 公演       |
| 2023年               |                                                          |                                   |           |            |
| 2023年5月20日－21日  | 2023 WOODZ WORLD TOUR [OO-LI] in SEOUL                   | 首爾-獎忠體育館                   | 2694/2701 | 公演       |
| 2023年5月28日        | 2023 WOODZ WORLD TOUR [OO-LI] in MACAU                   | 澳門-百老匯舞台                   |           | 巡回公演   |
| 2023年6月3日         | 2023 WOODZ WORLD TOUR [OO-LI] in JAKARTA                 | 雅加達-The Kasablanka Hall        |           | 巡回公演   |
| 2023年6月11日        | 2023 WOODZ WORLD TOUR [OO-LI] in KUALA LUMPUR            | 吉隆坡-Zepp Kuala Lumpur          |           | 巡回公演   |
| 2023年6月17日        | 2023 WOODZ WORLD TOUR [OO-LI] in MANILA                  | 馬尼拉-New Frontier Theater       |           | 巡回公演   |
| 2023年6月27日        | 2023 WOODZ WORLD TOUR [OO-LI] in OSAKA                   | 大阪-Zepp 難波                    |           | 巡回公演   |
| 2023年6月28日        | 2023 WOODZ WORLD TOUR [OO-LI] in TOKYO                   | 東京-KT Zepp 橫濱                 |           | 巡回公演   |
| 2023年7月1日－2日    | 2023 WOODZ WORLD TOUR [OO-LI] in BANGKOK                 | 曼谷-IMPACT 展覽中心              |           | 巡回公演   |
| 2023年7月14日        | 2023 WOODZ WORLD TOUR [OO-LI] in São Paulo               | 聖保羅-Terra SP                   |           | 巡回公演   |
| 2023年10月28日-29日  | 2023 WOODZ World Tour 'OO-LI and' in SEOUL               | 韓國首爾-SK奧林匹克手球館         | 4260/4274 | 公演       |
| 2023年11月6日        | 2023 WOODZ World Tour 'OO-LI and' in OSAKA               | 大阪-Osaka Festival Hall          |           | 巡回公演   |
| 2023年11月8日        | 2023 WOODZ World Tour 'OO-LI and' in NAGOYA              | 名古屋-Aichi Century Hall         |           | 巡回公演   |
| 2023年11月10日       | 2023 WOODZ World Tour 'OO-LI and' in YOKOHAMA            | 橫濱-國際平和會議場 國立大廳      |           | 巡回公演   |
| 2023年11月18日       | 2023 WOODZ World Tour 'OO-LI and' in TAIPEI              | 台北-ticc 台北國際會議中心        |           | 巡回公演   |
| 2023年11月26日       | 2023 WOODZ World Tour 'OO-LI and' in LONDON              | 倫敦-Troxy                        |           | 巡回公演   |
| 2023年11月28日       | 2023 WOODZ World Tour 'OO-LI and' in PARIS               | 巴黎-Salle Pleyel                 |           | 巡回公演   |
| 2023年11月30日       | 2023 WOODZ World Tour 'OO-LI and' in Los Angeles         | 洛杉磯-Long Beach Terrace Theatre |           | 巡回公演   |
| 2023年12月2日        | 2023 WOODZ World Tour 'OO-LI and' in SAN FRANCISCO       | 三藩市-Golden Gate Theatre        |           | 巡回公演   |
| 2023年12月4日        | 2023 WOODZ World Tour 'OO-LI and' in CHICAGO             | 芝加哥-Arie Crown Theater         |           | 巡回公演   |
| 2023年12月6日        | 2023 WOODZ World Tour 'OO-LI and' in HOUSTON             | 侯斯頓-Smart Financial Centre     |           | 巡回公演   |
| 2023年12月8日        | 2023 WOODZ World Tour 'OO-LI and' in ATLANTA             | 亞特蘭大-Gas South Arena          |           | 巡回公演   |
| 2023年12月11日       | 2023 WOODZ World Tour 'OO-LI and' in NEW YORK            | 紐約- KingS Theatre               |           | 巡回公演   |
| 2023年12月17日       | 2023 WOODZ World Tour 'OO-LI and' in BANGKOK             | 曼谷-Thunder Dome                 |           | 巡回公演   |
| 2024年               |                                                          |                                   |           |            |
| 2024年1月19日        | WOODZ World Tour 'OO-LI' FINALE                          | 首爾-蠶室室內體育館               | 6046      | 公演       |

### 個人活動
| 日期          | 活動名稱                                                         | 舉行地點 | 備註 |
| 2020年        |                                                                  |          |      |
| 2020年8月1日  | WOODZ PRE ALBUM [EQUAL] AND EXCLUSIVE ONLINE EVENT WITH THAI FAN | ONLINE   |      |
| 2022年        |                                                                  |          |      |
| 2022年4月30日 | 『WHAT IS YOUR TRAUMA?』音感會                                   |          | 公演 |
| 2023年        |                                                                  |          |      |
| 2023年4月22日 | WOODZ 5th Mini Album [OO-LI] 音感會                              |          | 公演 |

### 其他公演
| 日期                | 活動名稱                                   | 舉行地點                                    | 備註                                  |
| 2016年              |                                            |                                             |                                       |
| 2016年9月3日-4日    | Next Generation Hiphop Concert             | 首爾MUV HALL                                | 與Flowsik                             |
| 2020年              |                                            |                                             |                                       |
| 2020年10月16日-25日 | KCON:TACT 2                                | 線上演唱會                                  | [ 110 ]                               |
| 2021年              |                                            |                                             |                                       |
| 2021年3月20日-28日  | KCON:TACT 3                                | 線上演唱會                                  |                                       |
| 2021年9月18日-26日  | KCON:TACT HI 5                             | 線上演唱會                                  |                                       |
| 2021年9月25日       | INK 12th INCHEON K-POP CONCERT             | 線上演唱會                                  |                                       |
| 2021年10月1日       | MU:CON 2021 Seoul International Music Fair | 線上演唱會                                  |                                       |
| 2021年10月29日      | KOCCA MUSIC STUDIO                         | 線上演唱會                                  |                                       |
| 2021年11月6日       | 2021 Someday Theatre: Last Cantabile       | Sejong Center                               |                                       |
| 2021年11月14日      | 2021 Soundberry Theater #3                 | Lotte Concert Hall                          |                                       |
| 2021年12月2日       | 2021 Asia Artist Awards                    | KBS Arena                                   |                                       |
| 2022年              |                                            |                                             |                                       |
| 2022年3月12日       | 2022 Monthly Awesome Season3               | 世宗大學 Daeyang Hall                       | 第一場 14:00 (KST)，第二場19:00 (KST) |
| 2022年4月9日        | 2022 Someday Theatre Cantabile             | 世宗文化會館大劇場                          | 1樂章 13:30 (KST)                     |
| 2022年5月28日       | 2022 PEAK FESTIVAL                         | 首爾麻浦區蘭芝漢江公園                      | ALIVE STAGE 17:30-18:20 (KST)         |
| 2022年7月23日       | Soundberry Festa 22                        | COEX                                        | COOL STAGE 18:30-19:30 (KST)          |
| 2022年9月10日       | FOOD TRUCK BATTLE Season 2 Fan Meeting     | Royal Paragon Hall,Bangkok                  | 與 TEN, YangYang, PREM ,BOUN, JANIS   |
| 2022年10月1日       | 2022 Busan International Rock Festival     | 釜山三樂生態公園                            | GREEN STAGE 15:30-16:10(KST)          |
| 2022年10月9日       | 2022 SOMEDAY PLEROMA                       | 延世大學露天劇場                            | 15:00-16:00 (KST)                     |
| 2023年              |                                            |                                             |                                       |
| 2023年8月7日        | 2023 Summer Festival Ulsan                 | 蔚山綜合運動場輔助球場                      | 19:30(KST)                            |
| 2023年8月12日       | WATERBOMB SUWON 2023                       | 水原世界盃競技場                            | PINK TEAM 16:45-17:15 (KST)           |
| 2023年8月26日       | WATERBOMB JEJU 2023                        | 濟州世界盃體育場                            | EMERALD TEAM 14:45-15:15 (KST)        |
| 2023年9月2日        | 2023 Let's Rock Festival                   | 首爾麻浦區蘭芝漢江公園                      | 16:40-17:20(KST)                      |
| 2023年9月17日       | 友利銀行演唱會                             | 首爾麻浦區蘭芝漢江公園                      | 17:10-17:40(KST)                      |
| 2025年              |                                            |                                             |                                       |
| 2025年7月27日       | SBS 歌謠大戰 Summer                        | 高陽市一山KINTEX                            |                                       |
| 2025年8月2日        | KIA Hot Summer Festival                    | 光州起亞冠軍球場                            | 開球儀式投第一球(天雨關係取消)        |
| 2025年8月16日       | SUMMER SONIC 2025 TOKYO                    | 日本東京ZOZOMarine Stadium & Makuhari Messe | PACIFIC STAGE 16:35-17:15(JST)        |
| 2025年8月17日       | SUMMER SONIC 2025 OSAKA                    | 日本大阪Expo'70 Commemorative Park          | MASSIVE STAGE 17:55-18:30(JST)        |
| 2025年8月23日       | 2025 CassCool Festival                     | 首爾樂園Seoul Land                          | 18:25-19:05(KST)                      |
| 2025年9月6日        | 2025 Let's Rock Festival                   | 首爾麻浦區蘭芝漢江公園                      | 18:50-19:40(KST)                      |
| 2025年9月14日       | SOUND PLANET FESTIVAL 2025                 | 首爾仁川Paradise City                       | SOUND PLANET STAGE 19:00-20:00(KST)   |
| 2025年9月21日       | 友利銀行演唱會                             | 首爾麻浦區蘭芝漢江公園                      | 16:00-16:40(KST)                      |
| 2025年9月28日       | 2025 Busan International Rock Festival     | 釜山三樂生態公園                            |                                       |

## 獎項

### 大型頒獎典禮
| 日期          | 活動                              | 獎項            | 備註   |
| 2021年        | 2021年                            | 2021年          | 2021年 |
| ------------- | --------------------------------- | --------------- | ------ |
| 2021年12月2日 | 亞洲明星盛典（Asia Artist Award） | Best Icon Award |        |

### 主要音樂節目榜單排名
| 主打歌曲排名成績 | 主打歌曲排名成績 | 主打歌曲排名成績      | 主打歌曲排名成績    | 主打歌曲排名成績       | 主打歌曲排名成績 | 主打歌曲排名成績            | 主打歌曲排名成績     | 主打歌曲排名成績 | 主打歌曲排名成績 |
| 專輯 | 歌曲 | Mnet 《M! Countdown》 | KBS2 《Music Bank》 | MBC 《Show! 音樂中心》 | SBS 《人氣歌謠》 | MBC Music 《Show Champion》 | SBS MTV 《THE SHOW》 | 冠軍 次數        | 備註             |
| 2020年 | 2020年 | 2020年                | 2020年              | 2020年                 | 2020年           | 2020年                      | 2020年               | 2020年           | 2020年           |
| --- | --- | --------------------- | ------------------- | ---------------------- | ---------------- | --------------------------- | -------------------- | ---------------- | ---------------- |
| EQUAL | 파랗게（Love Me Harder 蔚藍的） | 4                     | 14                  | 16                     | 27               | 10                          | 2                    | 0                |                  |
| WOOPS! | BUMP BUMP | 12                    | /                   | 38                     | /                | /                           | 3                    | 0                |                  |
| 2021年 | |                       |                     |                        |                  |                             |                      |                  |                  |
| SET | FEEL LIKE | 6                     | 24                  | 6                      | 13               | 6                           | 2                    | 0                |                  |
| ONLY LOVERS LEFT | WAITING | 5                     | /                   | 6                      | /                | 5                           | 1                    | 1                |                  |
| 2022年 | |                       |                     |                        |                  |                             |                      |                  |                  |
| COLORFUL TRAUMA | 난 너 없이 (I hate you) | 7                     | 34                  | 13                     | /                | /                           | 2                    | 0                |                  |
| 2023年 | |                       |                     |                        |                  |                             |                      |                  |                  |
| OO-LI | Journey | 9                     | 21                  | 17                     | /                | /                           | /                    | 0                |                  |
| OO-LI | Drowning | /                     | 2                   | /                      | (1)              | /                           | /                    | 2                |                  |
| AMNESIA | AMNESIA | 7                     | /                   | /                      | /                | /                           | /                    | 0                |                  |
| \| - 「*」：打榜中 - 「(1)」：兩星期冠軍 - 「[1]」：三星期冠軍 \| - 「/」表示未有相關資料 - 「 」：該段時期未有設立排行榜 - 取得《M! Countdown》、《人氣歌謠》、《Show Champion》及《THE SHOW》三週一位後，排名自動除外 \| | |                       |                     |                        |                  |                             |                      |                  |                  |
| - 「*」：打榜中 - 「(1)」：兩星期冠軍 - 「[1]」：三星期冠軍 | - 「/」表示未有相關資料 - 「 」：該段時期未有設立排行榜 - 取得《M! Countdown》、《人氣歌謠》、《Show Champion》及《THE SHOW》三週一位後，排名自動除外 |                       |                     |                        |                  |                             |                      |                  |                  |

## 外部連結
個人連結
- 曹承衍的Instagram帳戶
- 曹承衍攝影集的Instagram帳戶
- 曹承衍的X（前Twitter）
- 曹承衍的SoundCloud页面

官方連結
- 曹承衍的官方的X（前Twitter）
- WOODZ OFFICIAL的Instagram帳戶
- 曹承衍的官方Fan Cafe （页面存档备份，存于）
- YouTube上的曹承衍頻道（页面存档备份，存于） （繁體中文）
- WOODZ的BERRIZ帳戶
- 曹承衍的微博（页面存档备份，存于） （简体中文）
- 曹承衍的官方頁面（页面存档备份，存于）
- 曹承衍的官方在線 MD 商店頁面 （页面存档备份，存于）
- 曹承衍的Naver Post頁面(樂華)
- 曹承衍的Naver Post頁面(EDAM) （页面存档备份，存于）